# Karl-Heinz Reichenbach
Karl-Heinz Reichenbach (* 10. Juni 1935) ist ein deutscher Künstleragent.

## Biografie
Seine Tätigkeit begann er im Jahre 1953 als Direktionsassistent der Deutschen Konzert- und Gastspieldirektion, danach bei den „Metro-Gastspielen Berlin“, unter der Direktion von Emil Hauf. Vor seinem Wechsel in die BRD folgten Tourneen durch die DDR.
Er managte die erste Tournee der Original Zugspitz Truppe unter Alfred Traber mit ausverkauften Stadien und arbeitete dann mit der Luftelite Lorenz Weisheit, den heutigen Geschwistern Weisheit aus Gotha.
In der Bundesrepublik war er Pressesprecher und Tourneemanager mehrerer Zirkusse, darunter der Circus Barum und der Circus Willy Hagenbeck. Er organisierte mit Unterstützung der Bundesregierung nach dem Krieg das erste Gastspiel des Circus Willy Hagenbeck unter der Leitung von Ingrid Hoppe in Ungarn.
Außergewöhnlich waren seine „Pressekonferenzen zur Premiere“, zu denen er die Medienvertreter, umringt von Löwen und Tigern, in die Manege einlud.
Seit 1982 beschränkte sich seine Tätigkeit überwiegend auf Vermittlung von Künstlern und Artisten sowie auf Programmberatungen und Durchführungen von Veranstaltungen.